# Гелькоат
Гелькоут (гелькоат, англ. gelcoat) — гелеобразный состав, используемый для создания декоративно-защитного покрытия композитных изделий.
Как правило, гелькоут представляет собой полиэфирную смолу с добавлением красителя. Гелькоут наносится первым слоем на матрицу, и, после его отверждения, поверх него наносятся армирующие слои (стеклоткани или углеткани), пропитывающиеся связующим (полиэфирной смолой). Таким образом, после извлечения изделия из матрицы лицевая поверхность изделия покрыта именно гелькоутом. Специализированные гелькоуты могут также придавать поверхности изделий стойкость к механическим воздействиям и к агрессивным средам.